# Patra (rivière)
La Patra (en russe : Патра) est une rivière de l'oblast de Penza en Russie, affluent gauche de la Partsa (bassin de la Volga) à 108 km de l'estuaire de celui-ci.

## Géorgaphie
La rivière est longue de 10 km et prend sa source à proximité du village de Lipiagui (dans le raïon de Spassk de l'oblast de Penza). Elle coule vers le nord et traverse le village d'Abachevo avant de se jeter dans la Partsa non loin de Svichtchevo.